# 约翰·法雷尔 (射击运动员)
约翰·法雷尔（英語：John Farrell，1954年7月30日—），新西兰男子射击运动员。他曾代表新西兰参加1986年英联邦运动会射击比赛，获得一枚铜牌。他也曾参加1988年夏季奥林匹克运动会。